# معزوب علي عبدة

تعديل مصدري - تعديل

معزوب علي عبده هي إحدى قرى عزلة جعار بمديرية خنفر التابعة لمحافظة أبين، بلغ تعداد سكانها 34 نسمة حسب تعداد اليمن لعام 2004.